# 锦江大礼堂
锦江大礼堂位于成都市中心，是中国四川省的标志性建筑和政治文化活动中心，用于四川省人代会、党代会等各种社会活动。

## 历史
徐尚志设计，始建于1958年，建成于1961年，占地31863平方米，建筑面积30900平方米。原名东方红大礼堂。
2014年1月被鉴定为危房，进行了加固改造。

## 外部連結
YouTube上的锦江大礼堂